# بردية تورين

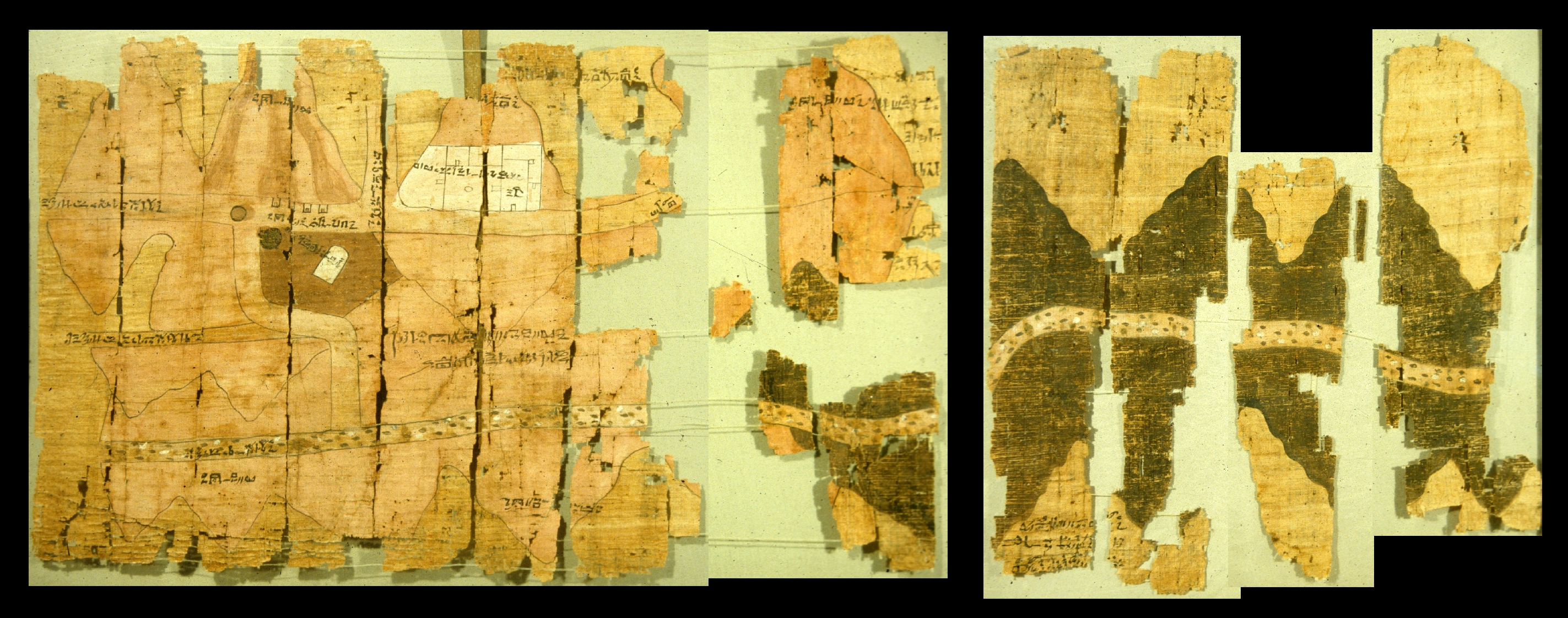
بردية تورين

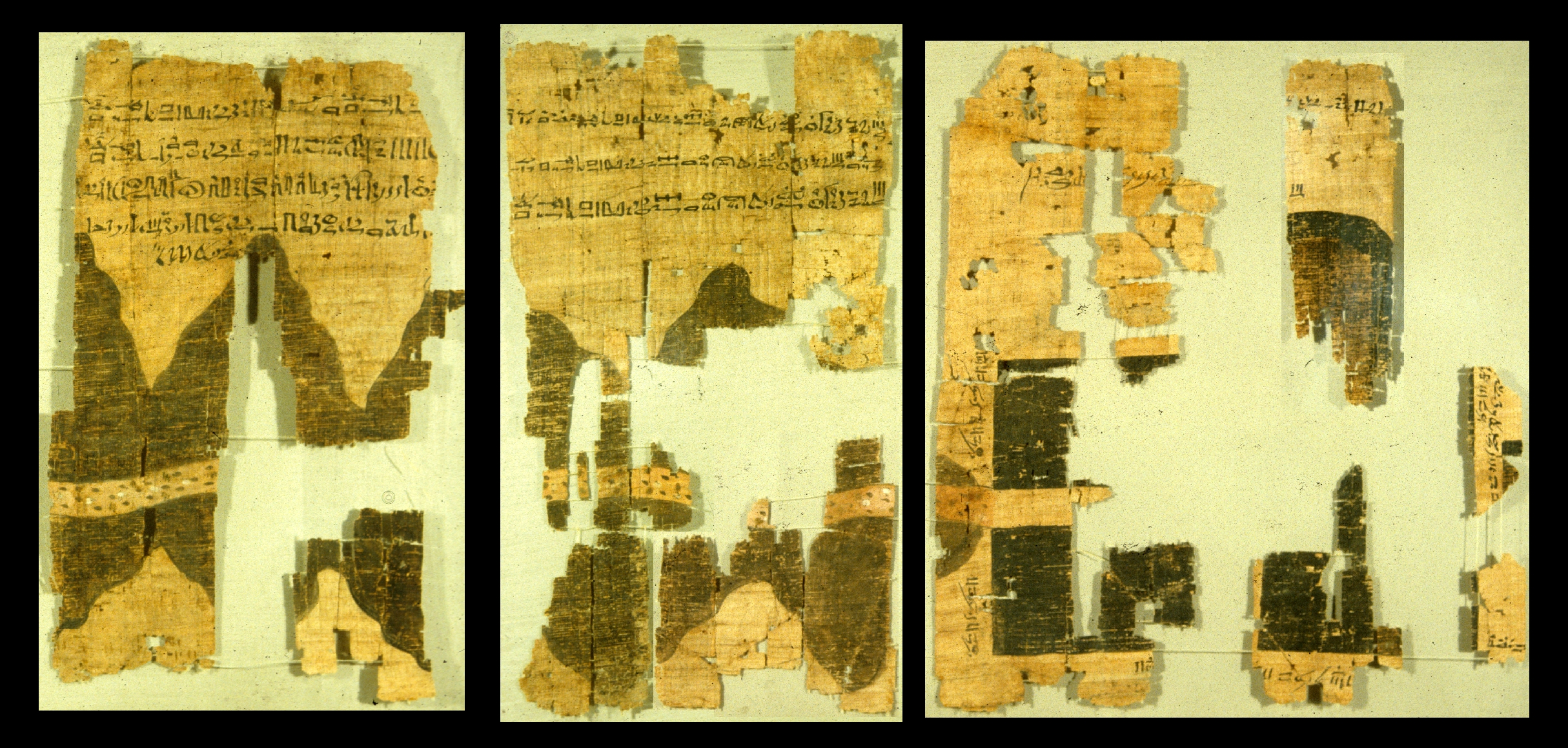

بردية تورين هي خريطة مصرية قديمة، تُعتبر عمومًا أقدم خريطة جيولوجية باقية ذات أهمية طبوغرافية من العالم القديم. تم رسمها على ورق بردي يقال أنه تم اكتشافها في دير المدينة في طيبة، جمعها برناردينو دروفيتي (المعروف باسم نابليون بروكونسول) في مصر في وقت ما قبل عام 1824 م، وهي محفوظة الآن في المتحف المصري بتورينو. تم رسم الخريطة حوالي عام 1150 قبل الميلاد بواسطة كاتب القبر المعروف أمن ناخت، ابن إيبوي. تم إعداده لبعثة رمسيس الرابع لاستخراج الحجارة إلى وادي الحمامات في الصحراء الشرقية، والتي تكشف عن صخور ما قبل الكمبري للدرع العربي النوبي. كان الغرض من الحملة هو الحصول على كتل من حجر بيخن (الحجر الرملي ميتاغرايواكي) لاستخدامها في تماثيل الملك.

## وصف
تُظهر الخريطة امتدادًا بطول 15 كيلومترًا لوادي الحمامات، وتحتوي على صور لالتقاء هذا الوادي مع وديان عطالله والسيد، والتلال المحيطة، ومحجر بيخن الحجري، ومنجم الذهب والمستوطنة في بير أم فواخير. ويتضمن أيضًا العديد من التعليقات التوضيحية (المكتوبة بالخط الهيراطيقي) التي تحدد المعالم الموضحة على الخريطة، ووجهات طريق الوادي، والمسافة بين المحجر والمنجم، وموقع رواسب الذهب في التلال، وأحجام الكتل الحجرية لمحاجر بيخن. يقع الجزء العلوي من الخريطة باتجاه الجنوب ومنبع نهر النيل. كما أعيد بناؤها حاليًا في متحف تورين، يبلغ طول الخريطة 2.8 مترًا وعرضها 0.41 مترًا. هذا الترتيب لأجزاء الخريطة يعتبر حاليًا غير صحيح. تم اقتراح إعادة بناء جديدة وأكثر دقة من قبل هاريل وبراون في عام 1992، مما أدى إلى تقليل طول 2.1 متر.
إلى جانب كونها خريطة طبوغرافية للجانب الحديث بشكل مدهش، فإن بردية تورين هي أيضًا أقدم خريطة جيولوجية معروفة لأنها تُظهر بدقة التوزيع المحلي لأنواع الصخور المختلفة (مع التلال السوداء والوردية)، و حصوات الوادي المتنوعة من الناحية الحجرية (باللون البني، النقاط الخضراء والبيضاء) ويحتوي على معلومات عن المحاجر والتعدين. قام الرسام بتوزيع السمات المميزة بوضوح ودقة بما يتوافق مع واقع منطقة معينة، علاوة على ذلك، تم تصوير السمات الطبوغرافية مثل المنازل والأشجار (التي يمكن التعرف عليها بالطرفاوية) والمعبد والبئر وما إلى ذلك، حتى عروق الكوارتز في التلال مميزة. في هذا الصدد، يمكن اعتبار بردية تورين أقدم نظام معلومات جغرافية معروف. وهي أكثر روعة بالنظر إلى أن الأمر سيستغرق 2900 عام أخرى قبل رسم الخريطة الجيولوجية التالية وكان هذا في فرنسا خلال منتصف القرن الثامن عشر.
في عام 1989 ، التقط علماء الآثار الألمان صورًا جوية لوادي الحمامات والتي أكدت أن الخريطة تتوافق تمامًا مع هذا الموقع. ومع ذلك، لا يتم استخدام مقياس ثابت.
نقش على ظهر البردية بنصوص غير ذات صلة، ولا سيما رسالة موجهة مباشرة إلى رمسيس السادس وتتعلق بتمثال عبادة من إعداده في معبد حتحور في دير المدينة. تطلب الرسالة تكليف رجل معين بتقديم القرابين اليومية لتمثال الملك. يبدو أنه تم قبول الطلب لأن حفيد المؤلف لا يزال يحمل لقب «رئيس كهنة رمسيس السادس».

## الخريطة في تاريخ أوريغامي
بين عشاق الأوريغامي (طي الورق)، اعتُبرت الخريطة أقدم مثال معروف على الطي. وفقًا لمؤرخ الأوريغامي ديفيد ليستر، فقد ذكر البروفيسور الخريطة الخريطة. كوريو ميورا (مخترع طية ميورا) وماساموري ساكاماكي، من جامعة طوكيو، في اجتماع للجمعية الدولية لرسم الخرائط في عام 1980 كمثال على طي الخرائط في وقت مبكر. ومع ذلك، قد لا تكون التجاعيد الرأسية على ورق البردي علامات قابلة للطي، كما يعتقد ميورا وساكاماكي. يلاحظ هاريل أن «الخريطة تم طيها عند اكتشافها والتعامل معها لاحقًا، وهذا يفسر سوء الحفاظ بشكل خاص على الجزء الموجود في أقصى اليمين في الشكل الثالث، والذي شكل السطح الخارجي المتآكل من اللفافة.»

## وصلات خارجية
متحف تورين